# Фабулл
Фабулл (лат. (Amulius) Fabullus; умер после 64 года) — древнеримский художник, расписавший «золотой дом» императора Нерона. До наших дней дошли его орнаментальные композиции, городские пейзажи, сельские виды в нескольких помещениях.
Прозвище художника — «Фабулл» (Fabullus) — в переводе с латыни, по версии советского исследователя Е. Фёдоровой, может означать «бобик, маленький боб». С Фабуллом отождествляют некоего Амулия, упомянутого Плинием Старшим в «Естественной истории», где сообщается об изображении Минервы его работы.